# Sunita Williams
Sunita Lyn Williams (Euclid, 19 settembre 1965) è un'astronauta e militare statunitense.
Partecipò a due missioni di lunga durata sulla Stazione spaziale internazionale per le Expedition 14/15 (2006) e Expedition 32/33 (2012). Il 5 giugno 2024 alle 14:52 UTC è tornata nello spazio per la missione Boeing Crewed Flight Test della navicella CST-100 Starliner.

## Biografia

### Formazione e carriera militare
Conseguì una laurea in Fisica alla United States Naval Academy nel 1987, iniziando il servizio militare nella Marina statunitense. Dopo sei mesi di assegnamento temporaneo al Naval Coastal System Command, iniziò l'addestramento di aviatore navale, che completò nel 1989. Continuò a migliorare le sue capacità di volo con l’elicottero H46 nel Helicopter Combat Support Squadron 3 (HC-3), per poi essere assegnata all'HC-8 di Norfolk per svolgere numerosi dispiegamenti nel Mediterraneo, Mar Rosso e Golfo Persico a supporto delle operazioni Desert Shield e Provide Comfort. A settembre 1992 divenne l'ufficiale in carica di un distaccamento di H-46 mandato a Miami per le Operazioni di soccorso per l'Uragano Andrew a bordo del USS Sylvania.
L'anno seguente partecipò al corso di piloti collaudatori della U.S. Naval Test Pilot School (USNTPS), che completò nel dicembre 1993, restando poi nella scuola come ufficiale di progetto del H-46. Nel frattempo, ricoprì il ruolo di ufficiale della sicurezza della squadriglia, volando nei test di collaudo di numerosi elicotteri, tra cui SH-60B/F, UH-1, AH-1W, SH-2, VH-3, CH-53 e H-57. Nel 1995 proseguì gli studi, conseguendo un master in Ingegneria gestionale alla Florida Institute of Technology mentre alla fine di quell'anno fece ritorno alla USNTPS come istruttrice degli elicotteri UH-60, OH-6 e OH-58. Si trovava a bordo della USS Saipan (LHA-2) quando venne selezionata come astronauta nel 1998. Durante il servizio alla Marina il capitano Williams, ora ritirata, accumulò più di 3000 ore di volo su più di 30 aeromobili.

### Carriera come astronauta
Nel giugno 1998 venne selezionata come astronauta del Gruppo 17 degli astronauti NASA, iniziando l'addestramento di base di due anni ad agosto dello stesso anno. Completato l'addestramento, Williams lavorò a Mosca con l'agenzia spaziale Roscosmos sulla parte russa della Stazione Spaziale e con l'equipaggio dell'Expedition 1. Alla conclusione della prima missione di lunga durata della ISS venne assegnata al Dipartimento robotico dell'Ufficio astronauti lavorando sul braccio robotico Canadarm2 e sul Dextre.
A maggio 2002 partecipò alla missione analoga NEEMO 2, vivendo nel laboratorio sottomarino Aquarius situato nel fondale di Key Largo a 19 metri di profondità per 9 giorni. Tra febbraio 2008 e ottobre 2009 diventò Vice capo dell'Ufficio astronauti, sotto la guida di Steven Lindsey. Nel luglio 2015 venne assegnata all'equipaggio dei veicoli commerciali, insieme Eric Boe, Robert Behnken e Douglas Hurley. Da quel momento in poi, Williams lavorò al fianco delle compagnie Boeing e SpaceX per addestrarsi e migliorare le navicelle con equipaggio CST-100 Starliner e Crew Dragon.

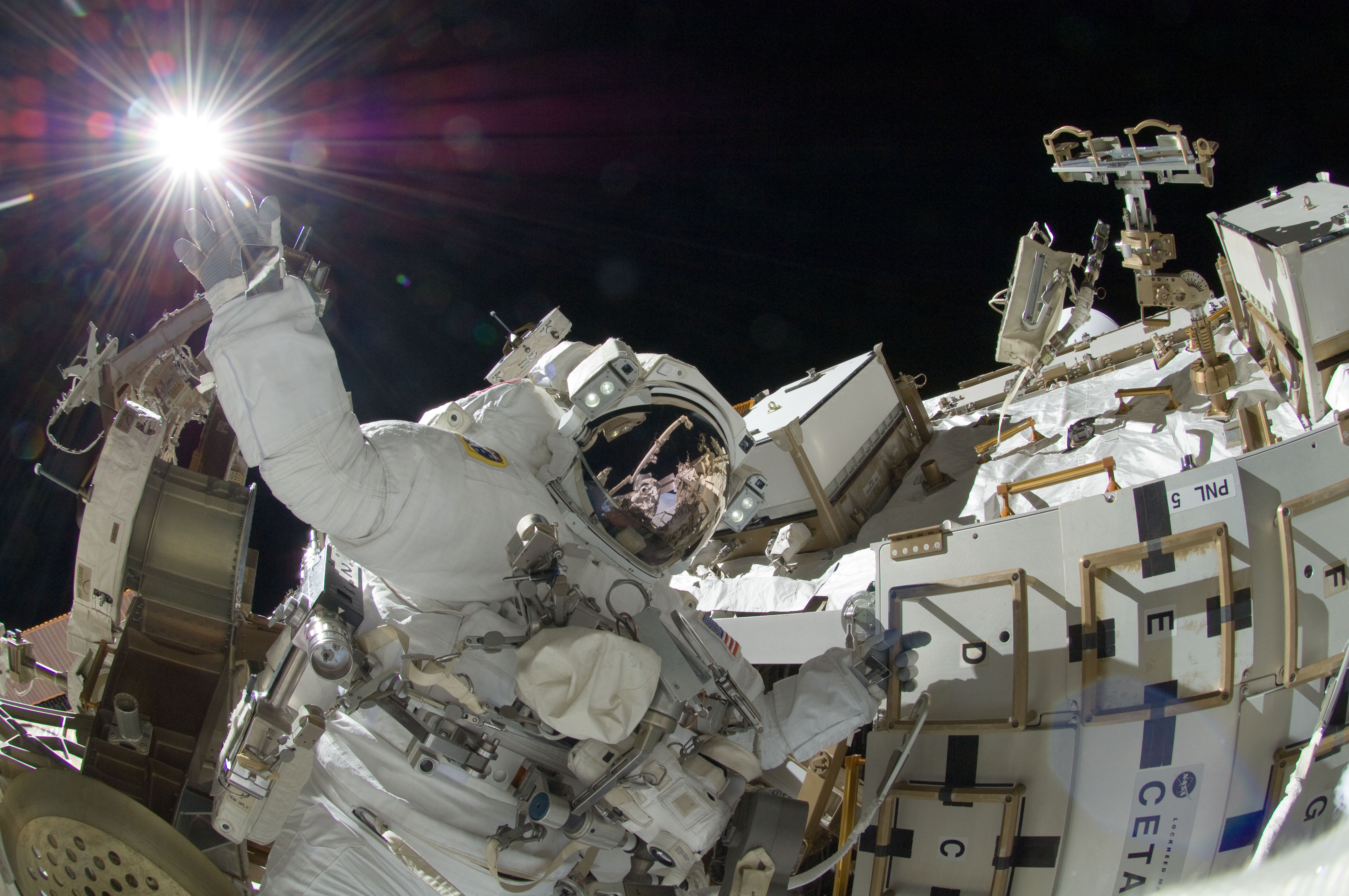
Williams durante un'EVA dell'Exp 32

#### Expedition 14/15
Il 10 dicembre 2006 partì per la sua prima missione a bordo dello Space Shuttle Discovery durante la missione STS-116, per poi unirsi all'equipaggio dell'Expedition 14 (Michael López-Alegría, Michail Tjurin) e, da aprile 2007, dell'Expedition 15 (Fëdor Jurčichin e Oleg Kotov) della Stazione Spaziale Internazionale. Tra il 16 dicembre 2006 e l'8 febbraio 2007 svolse quattro attività extraveicolari, di cui una con l'astronauta dell'STS-116 Robert Curbeam e tre con il collega dell'Expedition 14, López-Alegría. All'epoca registrò un nuovo record di numero di EVA svolte da una donna, accumulando 29 ore e 17 all'esterno di un veicolo spaziale in quattro EVA; questo record venne battuto da Peggy Whitson nel 2008 (Exp 16). Tornò a Terra dopo 194 giorni di missione a bordo dell'Atlantis per la missione STS-117 il 22 giugno 2007. 

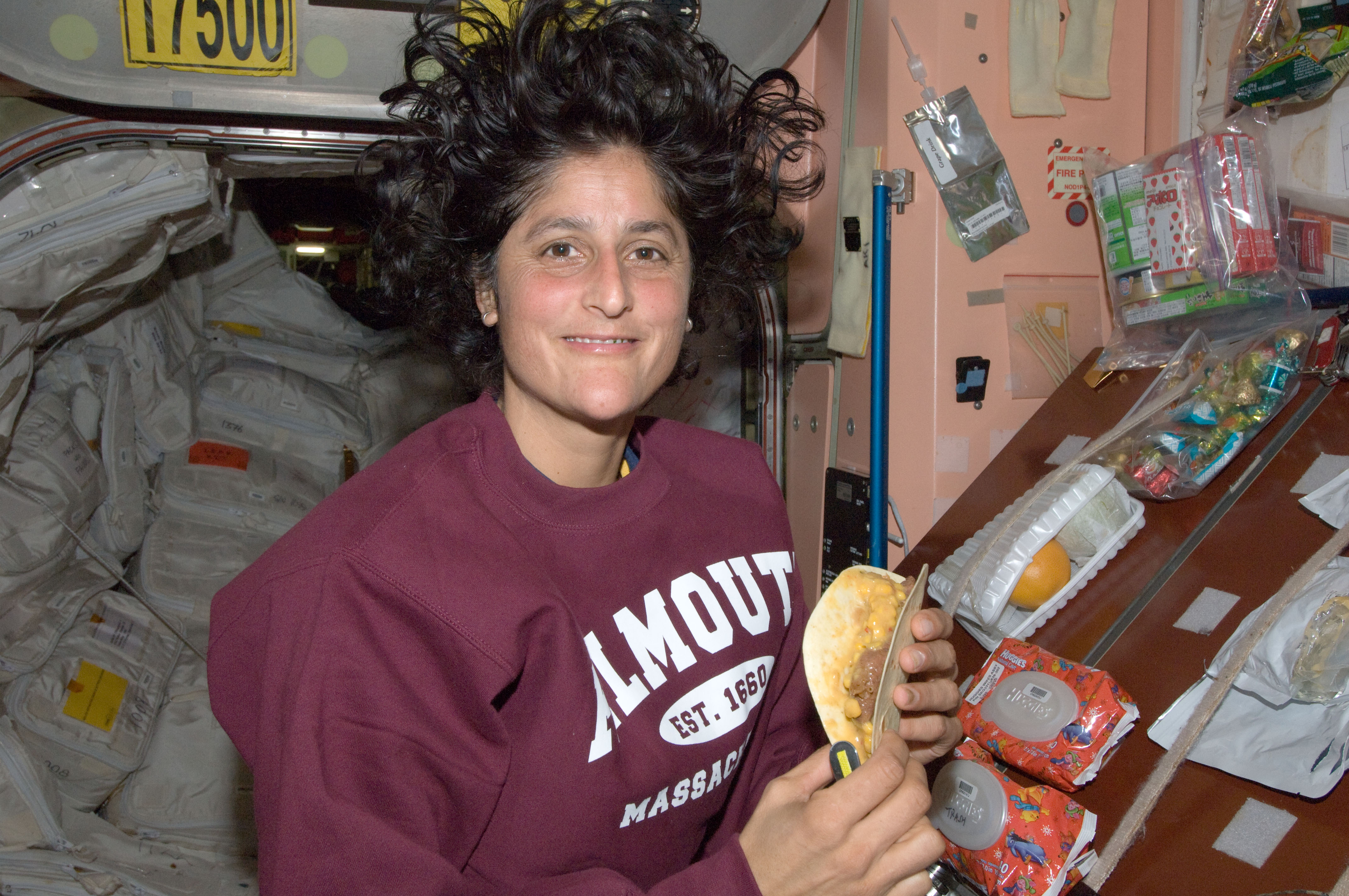
Williams si prepara un pasto nel modulo Unity durante l'Exp 32

#### Expedition 32/33
Partì per la sua seconda missione verso la ISS il 15 luglio 2012 a bordo della Sojuz TMA-05M con il cosmonauta Jurij Malenčenko e l'astronauta giapponese Akihiko Hoshide per le Expedition 32/33. Durante la missione Williams svolse esperimenti scientifici, manutenzione della Stazione e tre attività extraveicolari con Hoshide, battendo il record del tempo accumulato durante le EVA da una donna, record detenuto fino ad allora dall'astronauta Whitson. Il 17 settembre 2012 diventò comandante della ISS, la seconda donna a prendere il comando della Stazione. Atterrò nel Kazakistan, vicino alla città di Zhezkazgan, il 18 novembre 2012.

#### Boeing Crewed Flight Test (Boe-CFT)
Il 3 agosto 2018 durante una conferenza la NASA annunciò gli equipaggi del volo di collaudo e della prima missione operativa dei veicoli commerciali, e Williams venne assegnata al volo operativo (Boeing Starliner-1) del CST-100 Starliner insieme a Josh Cassada, con partenza prevista inizialmente nel 2019, poi posticipata a fine 2021. Il 16 giugno 2022, a causa di ulteriori ritardi del veicolo, Williams venne spostata all'equipaggio principale del Boe-CFT (fino a quel momento era assegnata anche all'equipaggio di riserva del Boe-CFT). Il lancio della navicella Calypso è avvenuto il 5 giugno 2024 alle 14:52 UTC.

#### SpaceX Crew-9
SpaceX Crew-9 sarà il 16º volo orbitale con equipaggio di una navicella spaziale Crew Dragon. L'equipaggio sarà composto dall'astronauta NASA Nick Hague e dal cosmonauta Roscosmos Aleksandr Gorbunov che prenderanno parte all'Expedition 72 a bordo della Stazione spaziale internazionale. Al rientro previsto per febbraio 2025 prenderanno parte anche gli astronauti Boe-CFT Butch Wilmore e Sunita Williams.

## Vita privata
È sposata con Michael Williams. Nel tempo libero le piace correre, nuotare, andare in bici, partecipare a triathlon, fare surf, snowboard, cacciare con le frecce e giocare con i suoi due cani, Gorby e Bailey.

## Galleria d'immagini

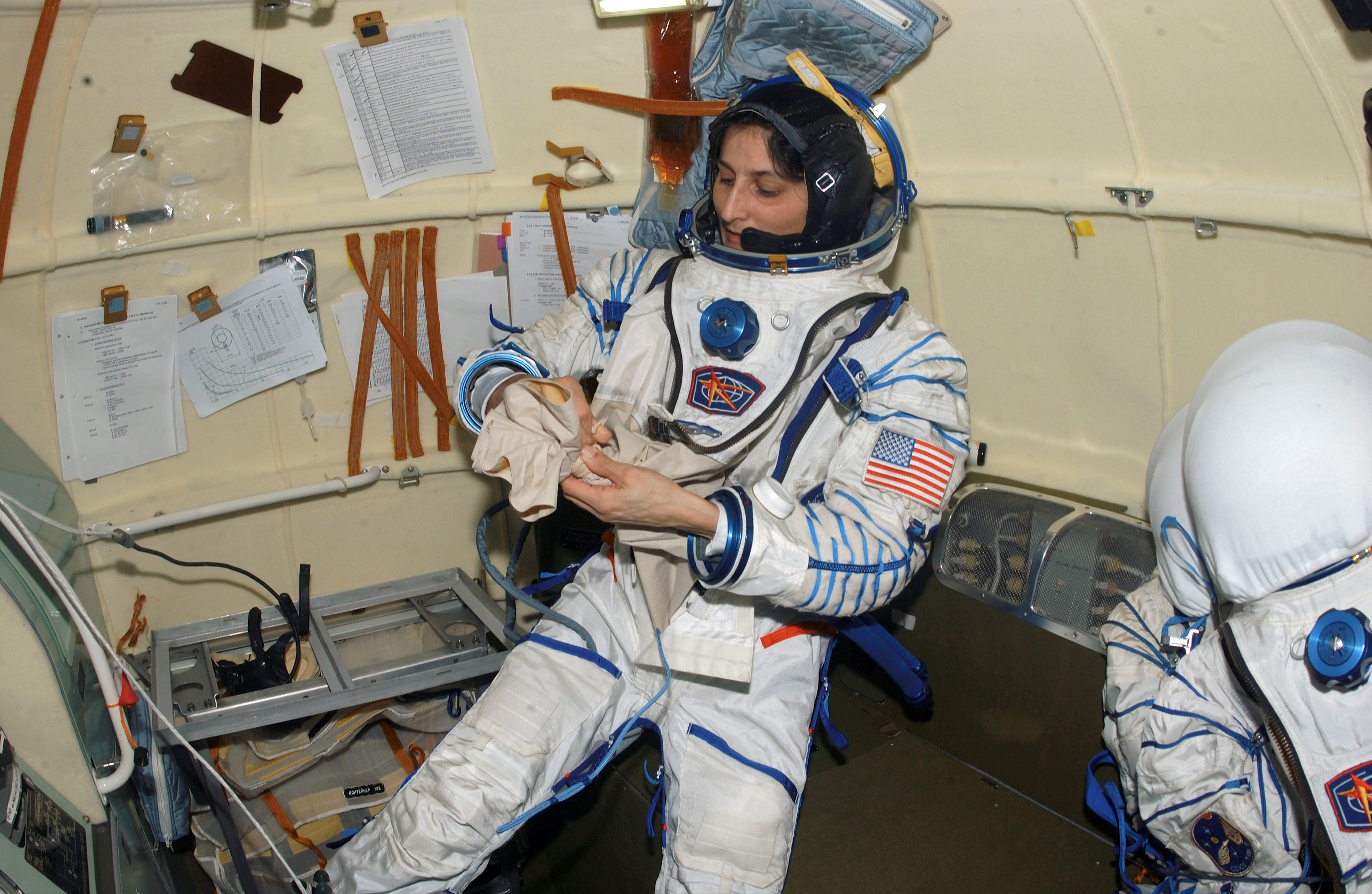
All'interno del Modulo orbitale della Sojuz TMA-9 in preparazione di un redocking
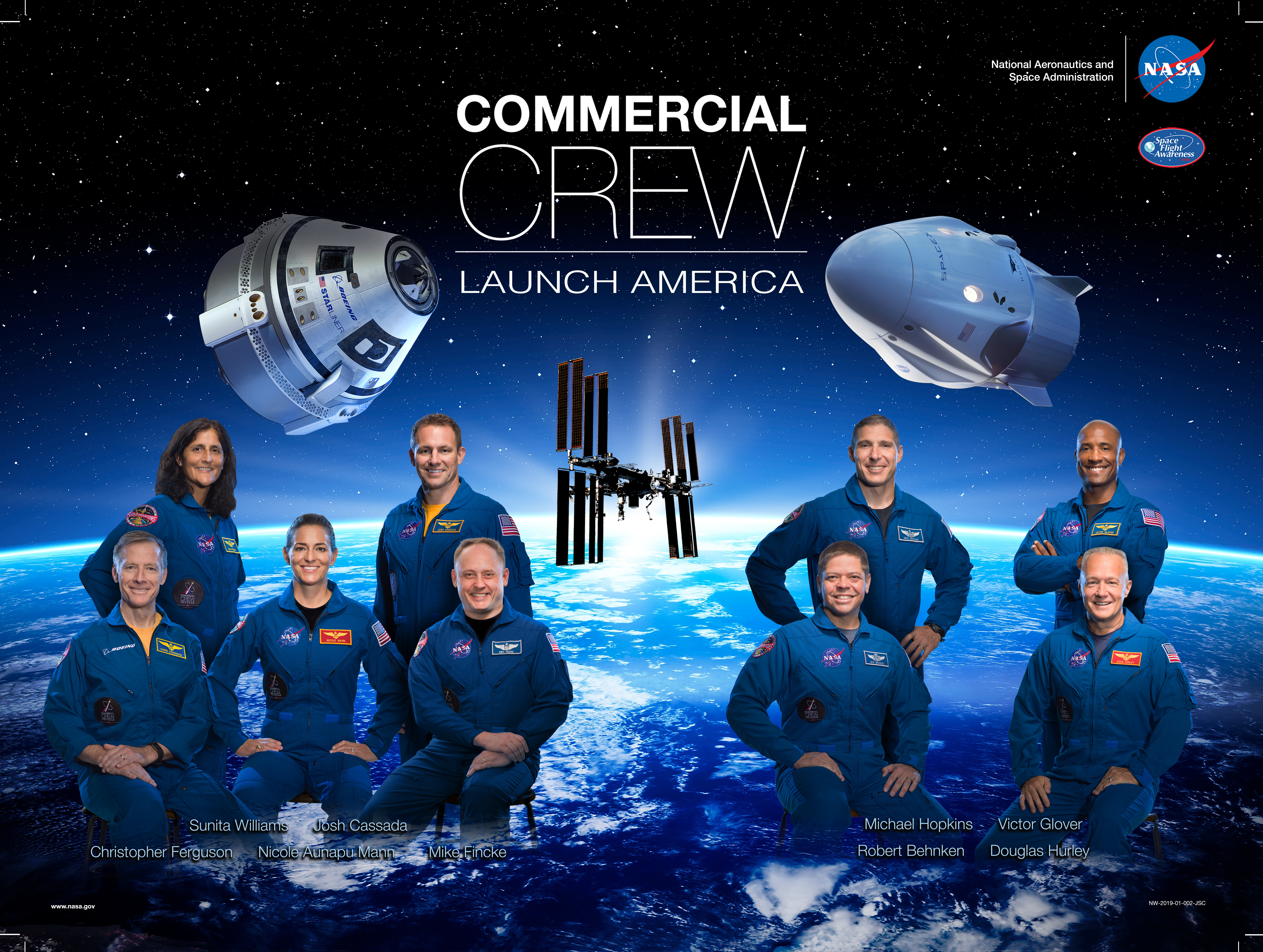
Il poster degli equipaggi commerciali NASA originali nel 2018
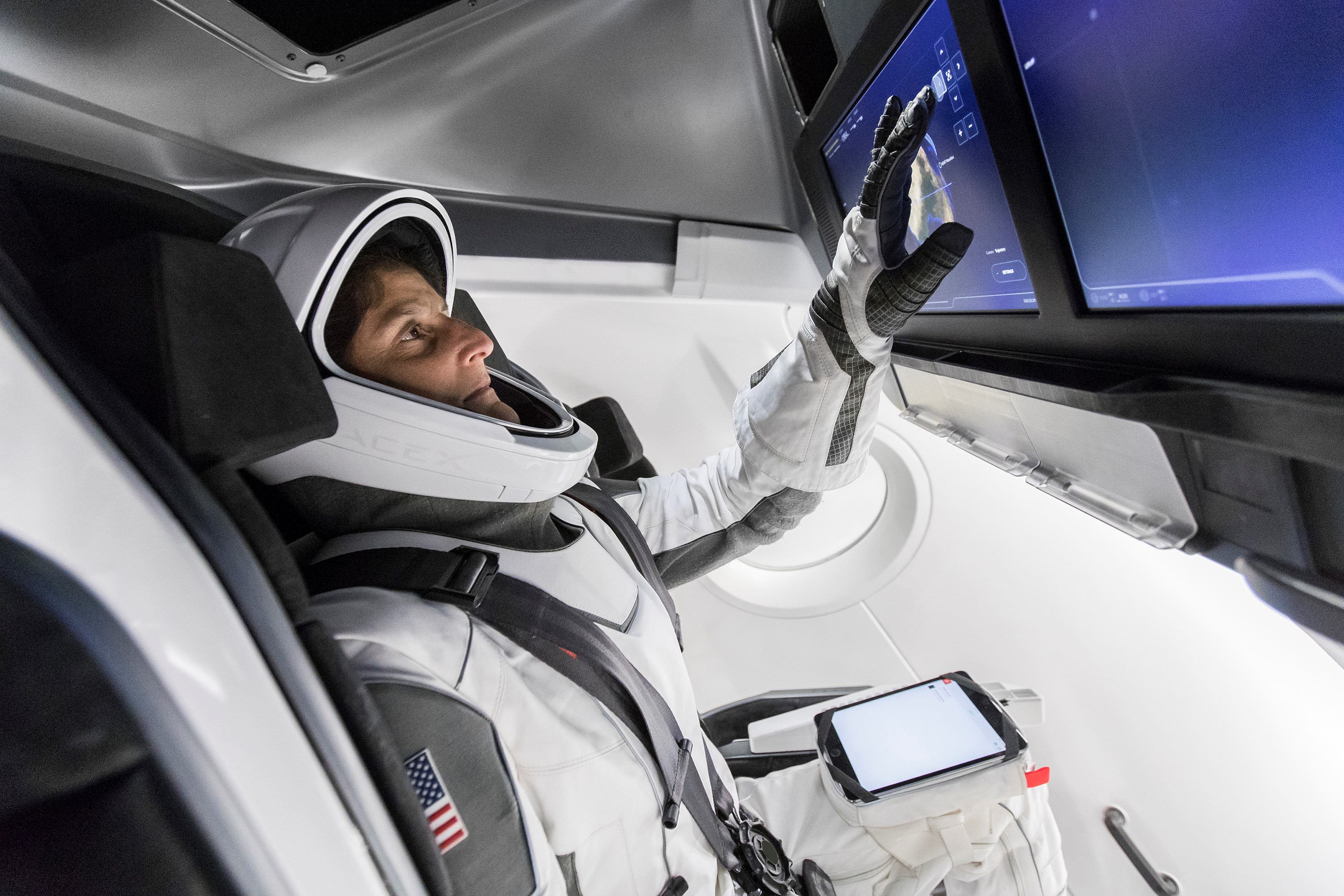
Williams durante un addestramento nel veicolo commerciale Dragon nel 2018